# Strafanwendungsrecht (Deutschland)
Im Strafanwendungsrecht geht es um die Frage, ob das deutsche Strafgesetzbuch auf Auslandssachverhalte und auf vor Gründung der Bundesrepublik Deutschland begangene Straftaten anwendbar ist.

## In örtlicher Hinsicht
Im Hinblick auf das völkerrechtliche Nichteinmischungsgebot soll sich nationales Strafrechtsdenken „nicht zum Richter über Sachverhalte aufschwingen, die es weder unmittelbar noch mittelbar etwas angehen.“
Außer im Inland gilt das Strafrecht Deutschlands jedoch auch auf allen Schiffen und in allen Luftfahrzeugen, die berechtigt sind, Hoheitszeichen der Bundesrepublik Deutschland zu führen (§ 3, § 4 StGB – Gebiets- oder Territorialitätsgrundsatz und Flaggenprinzip). Dabei gilt gemäß § 9 StGB als Ort der Tat nicht nur, wo gehandelt wurde oder gehandelt werden sollte, sondern auch, der Ort „an dem der zum Tatbestand gehörende Erfolg eingetreten ist oder nach der Vorstellung des Täters eintreten sollte“.
Das deutsche Strafrecht gilt unabhängig vom Recht des Tatorts auch für bestimmte Auslandstaten mit besonderem Inlandsbezug (§ 5 StGB) sowie bestimmte Auslandstaten gegen international geschützte Rechtsgüter (§ 6 StGB, § 1 Völkerstrafgesetzbuch -Weltrechtsprinzip).
Im Übrigen gilt das deutsche Strafrecht nach § 7 StGB, wenn die Tat am Tatort mit Strafe bedroht ist oder der Tatort keiner Strafgewalt unterliegt und 
- die Tat gegen einen Deutschen begangen wurde (§ 7 Abs. 1 StGB - passives Personalitätsprinzip) oder wenn
- der Täter 
  1. zur Zeit der Tat Deutscher war oder es nach der Tat geworden ist (§ 7 Abs. 2 Nr. 1 StGB - aktives Personalitätsprinzip) oder
  2. zur Zeit der Tat Ausländer war, im Inland betroffen und, obwohl das Auslieferungsgesetz seine Auslieferung nach der Art der Tat zuließe, nicht ausgeliefert wird, weil ein Auslieferungsersuchen innerhalb angemessener Frist nicht gestellt oder abgelehnt wird oder die Auslieferung nicht ausführbar ist (§ 7 Abs. 2 Nr. 2 StGB - Grundsatz der stellvertretenden Strafrechtspflege, aut dedere aut iudicare = ausliefern oder selbst bestrafen).

## In zeitlicher Hinsicht
Eine Tat kann nur bestraft werden, wenn die Strafbarkeit gesetzlich bestimmt war, bevor die Tat begangen wurde (§ 1 StGB).
Das intertemporale Strafrecht basiert auf zwei Grundsätzen: Erstens bestimmen sich die Strafe und ihre Nebenfolgen nach dem Gesetz, das zur Zeit der Tat gilt (§ 2 Abs. 1 StGB). Das ist die einfachgesetzliche Konkretisierung des verfassungsrechtlichen Rückwirkungsverbotes in Art. 103 Abs. 2 GG. Gesetzesänderungen nach Begehung der Tat gehen nicht zu Lasten des Täters. Die Tat ist also nicht am Maßstab eines nachträglich neu erlassenen oder verschärften Strafgesetzes zu messen.
Zweitens ist, wenn das bei Beendigung der Tat geltende Strafgesetz vor der strafgerichtlichen Entscheidung geändert wird, die Strafe dem mildesten Gesetz zu entnehmen (§ 2 Abs. 3 StGB). Nach dem Meistbegünstigungsprinzip gilt als milderes Gesetz insbesondere die nachträgliche, selbst nur die zwischenzeitliche Entkriminalisierung eines Verhaltens.
Nach Ansicht des Bundesgerichtshofs (BGH) gelten diese beiden allgemeinen Grundsätze auch für das Strafanwendungsrecht, so dass man vom intertemporalen Strafanwendungsrecht sprechen muss. Die Ansicht des BGH wird im Schrifttum bestritten.
Bei dem zwischen der alten und neuen Rechtslage anzustellenden Vergleich ist „der gesamte Rechtszustand zu berücksichtigen, wie er einerseits zur Zeit der Tat, andererseits zur Zeit der Entscheidung bestanden hat.“ Der Tatsachverhalt wird so behandelt wird, als wäre die Tat im Zeitpunkt der Aburteilung begangen worden. Eine nach heutigen Maßstäben rechtsstaatlich und menschenrechtlich nicht hinnehmbare Rechtswirklichkeit kann entweder durch eine völkerrechts-, rechtsstaats- oder menschenrechtskonforme Auslegung von Alt-Gesetzen rekonstruiert oder, wenn dies nicht möglich ist, insbesondere bei den in der Zeit des Nationalsozialismus geltenden Strafgesetzen, durch die Anwendung der Radbruch’schen Formel korrigiert werden. Ähnlich hat das Bundesverfassungsgericht zur Anwendung zu den Mauerschützenprozessen entschieden.